# ماتزينغن
ماتزينغن (بالألمانية: Matzingen) هي إحدى بلديات مقاطعة فراونفيلد في كانتون تورغاو في سويسرا. تبلغ مساحتها 7.7 كيلومتر مربع، ويقدر عدد سكانها بـ 2631 نسمة (حسب تعداد ديسمبر 2015).